# Thomas Jolly
Pour les articles homonymes, voir Jolly.
Ne pas confondre avec :
- Thomas Joly (1748-1820), général de brigade de la Révolution française.
- Thomas Joly (1995-), coureur cycliste.

Thomas Jolly, né le 1er février 1982 à Rouen, est un acteur français et un metteur en scène de théâtre et d'opéra.
Directeur artistique de La Piccola Familia, compagnie théâtrale qu'il fonde à Rouen en 2006, il dirige le centre dramatique national Le Quai d'Angers à partir du 1er janvier 2020. Il démissionne en novembre 2022 après avoir été désigné, en septembre, comme directeur artistique des cérémonies d'ouverture et de clôture des Jeux olympiques d'été et de celles des Jeux paralympiques d'été, de 2024, à Paris.

## Biographie

### Enfance et formation
Fils d'un imprimeur et d'une infirmière,, il commence le théâtre dès 1993, à Rouen, et intègre la compagnie Théâtre d'enfants, dirigée par Nathalie Barrabé. Il entre ensuite au lycée Jeanne-d'Arc en classe « Théâtre » et il travaille sous la direction des comédiens du théâtre des Deux Rives. Il pratique durant sa jeunesse la gymnastique rythmique sportive[réf. souhaitée]. 
Dès 1999, parallèlement à une licence d'études théâtrales à l'université de Caen, il crée une troupe de théâtre universitaire et joue dans plusieurs festivals de la région. En 2001, il intègre la formation professionnelle des comédiens-stagiaires à l'ACTEA (renommée depuis La Cité Théâtre) à Caen — dirigée par Olivier Lopez —, puis entre en 2003 à l'École nationale supérieure du théâtre national de Bretagne à Rennes — dirigée par Stanislas Nordey — où il travaille en particulier sous la direction de Jean-François Sivadier, Claude Régy, Hubert Colas, Robert Cantarella, J.-C. Saïs et Anton Kouznetsov,.

### Vie privée
Il se décrit lui-même comme « efféminé »,. Il déclare que son identité lui a valu d'être harcelé dès le collège et qu'il a été ciblé pour son homosexualité, mais que cela ne l'a que plus encouragé à s'affirmer comme il était.

## Carrière

### 2004-2014
Parallèlement à sa formation, il met en scène deux spectacles : en 2004, Mariana, une adaptation des Lettres de la religieuse portugaise et, en 2005, La Photographie, de Jean-Luc Lagarce, dans le cadre d'un atelier carte blanche de l'école du TNB. En 2005, il joue dans Splendid's, de Jean Genet, mis en scène par Cédric Gourmelon et, en 2006, sous la direction de Stanislas Nordey, il joue dans Peanuts, de Fausto Paravidino.
Fin 2006, de retour en Normandie, il réunit plusieurs jeunes acteurs et fonde La Piccola Familia. Il met en scène Arlequin poli par l'amour, de Marivaux, en janvier 2007, au Trident, scène nationale de Cherbourg-Octeville. Sa deuxième mise en scène, Toâ, de Sacha Guitry, a été créée au Trident, en janvier 2009. Elle reçoit en 2009 le prix du public de l'Odéon, dans le cadre du festival de jeunes compagnies Impatience.
Il crée Piscine (pas d'eau), de Mark Ravenhill, en janvier 2011.
En 2011, il cède la distribution de Arlequin poli par l'amour à d'autres comédiens dans une recréation du spectacle.
À partir de 2010, il prépare la mise en scène de l'intégralité de la trilogie Henri VI, de William Shakespeare. Il découpe l'œuvre en deux grands cycles : le cycle 1 (qui regroupe l'intégralité de la première partie de Henry VI et les 3 premiers actes de la deuxième partie de Henry VI) est créé en janvier 2012 au Trident-Scène nationale de Cherbourg-Octeville. Le cycle 2 (qui regroupe les deux derniers actes de la deuxième partie de Henry VI et l'intégralité de la troisième partie de Henry VI) est créé en deux temps : l'épisode 3, en novembre 2013 au Théâtre national de Bretagne, l'épisode 4, au 68e Festival d'Avignon où le spectacle est joué pour la première fois dans son intégralité, le 21 juillet 2014, à La Fabrica,,,,. Ce spectacle lui apportera le Molière du metteur en scène d'un spectacle de théâtre public en 2015.
En parallèle, sa troupe fait tourner dans des lieux publics le spectacle H6m2, première approche en 45 minutes de Henry VI,.
En 2014, il met en scène une version russe d’Arlequin poli par l’amour de Marivaux avec les acteurs du Gogol Centre de Moscou. En octobre de la même année, il devient artiste associé au Théâtre national de Bretagne, à Rennes.

### 2015-2019
En 2015, il met en scène Richard III, la suite de Henry VI, programmé à l'Odéon.
En 2016, il devient artiste associé au Théâtre national de Strasbourg.
Il ambitionne de jouer un jour l’intégralité de Henry VI et Richard III, dans la continuité, soit 24 heures, entractes compris.
En 2016, il présente deux nouvelles créations au Festival d'Avignon : Le Radeau de la méduse, avec les élèves de l’école supérieure d'art dramatique de Strasbourg et Le Ciel, la Nuit et la Pierre glorieuse, spectacle sous forme de feuilleton quotidien et véritable chronique du Festival d'Avignon de 1947 à… 2086. Parallèlement, il conçoit avec l'auteur Damien Gabriac Les Chroniques du Festival d'Avignon, programme court diffusé sur France Télévisions en juillet 2016.
En septembre 2016, il met en scène son premier opéra, Eliogabalo, de Cavali, à l'Opéra de Paris.
En 2017, il signe la mise en scène de Fantasio, d'Offenbach, à l'Opéra-Comique,.
Aspirant à un théâtre populaire et intelligent, il donne cette définition de son métier : « Le plaisir de l’acteur n’est-il pas de vivre plus grand, plus gros ? Si je fais du théâtre, c’est parce que je souhaite une réalité augmentée. Le théâtre est une loupe. Il décuple la réalité. Les personnages y sont toujours « plus ». Plus amoureux, plus lâches, plus… monstrueux. Le verbe latin "monstrare" signifie "faire que quelqu’un voie quelque chose". Tout acteur est donc un monstre »,.

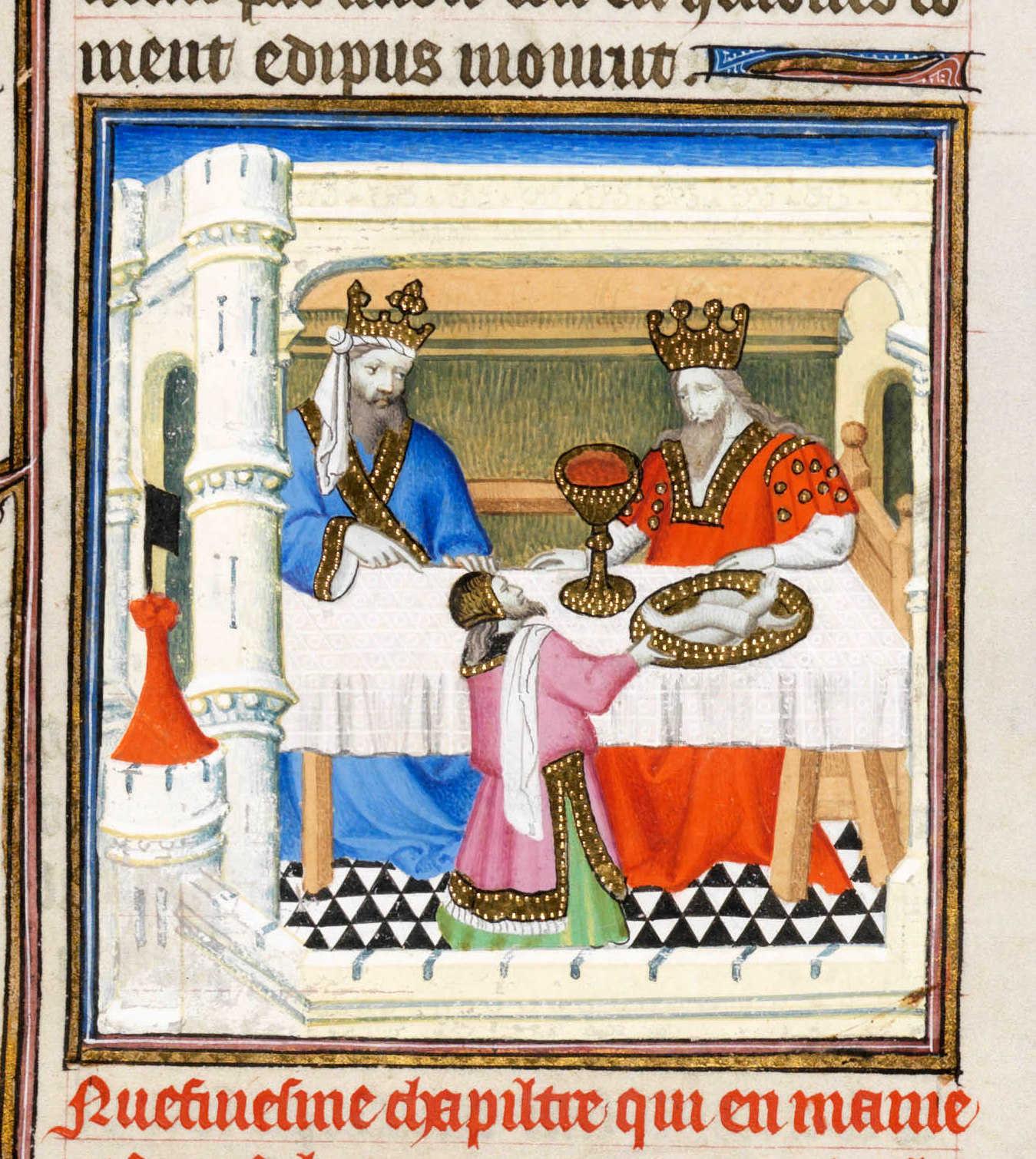
Thyeste et Atrée.

Ainsi, en juillet 2018, il ouvre le festival d'Avignon dans la cour d'honneur du Palais des papes, avec une mise en scène « opératique » de Thyeste,, tragédie romaine de Sénèque (contemporain de Jésus de Nazareth), traduite du latin par Florence Dupont, dans laquelle il joue le rôle d'Atrée (l'un des "monstres" de Sénèque), face à Thyeste, interprété par Damien Avice,,,,,.
La pièce est nommée deux fois aux Molières. Selon le quotidien anglais The Guardian, elle « remplit la redoutable scène de la cour d’honneur du palais des papes […] de plusieurs instants de grâce délicate ("fills the Papal Palace’s daunting Cour d’Honneur stage […] with several moments of delicate grace") ».
En 2018 aussi, à l'occasion du festival Les Emancipéés, il crée avec L. (Raphaële Lannadère) et le musicien BabX un spectacle musical en hommage à la chanteuse Barbara, dans lequel il joue également.
En août 2019, il joue le rôle de Fortunio dans Le Chandelier, d'Alfred de Musset, mis en scène au jardin des plantes de Rouen, par Bruno Bayeux, l'un des membres de la Piccola Familia.
Le 20 septembre 2019, Thomas Jolly est nommé directeur du Centre dramatique national Le Quai d'Angers, à partir du 1er janvier 2020,.

### 2020-2024
Il met en scène le retour de la comédie musicale Starmania, initialement prévu pour novembre 2020,. En raison des conditions sanitaires, la programmation de sa nouvelle version de la comédie est reportée à deux reprises. La tournée, encore en rodage, débute le 7 octobre 2022 à Nice, puis se joue en France, Belgique, Suisse et au Québec pendant deux saisons, attirant plus d'un million de spectateurs. 
En juin 2022, il présente l'intégrale d'Henry VI et Richard III au Quai, à Angers, sur quatre week-ends : le premier sans pause nocturne, les trois suivants avec une pause dans la nuit de samedi à dimanche. La tétralogie dure 15 h 30 de théâtre effectif, soit près de 24 heures avec les entractes,.
En novembre 2022, il démissionne de la direction du Quai d'Angers,,.
En juin 2023, il met en scène l'opéra Roméo et Juliette de Charles Gounod, à l'Opéra Bastille, à Paris.
En septembre 2022, il est désigné directeur artistique des cérémonies d'ouverture et de clôture des Jeux olympiques d'été et de celles des Jeux paralympiques d'été, de 2024, à Paris,. Selon Tony Estanguet, président de Paris 2024, Thomas Jolly est « un choix audacieux et cohérent » avec la vision du Comité d'organisation des Jeux.
En décembre 2024, il se déclare "triste et un peu hagard" à l'annonce de l'arrêt de Starmania, d'autant qu'il n'existe ni captation audio ni vidéo.

#### 2024: directeur artistique des cérémonies d'ouverture et de clôture des Jeux olympiques d'été de 2024 à Paris

##### Cérémonie d'ouverture: 26 juillet 2024
Le choix logistique de la cérémonie d'ouverture est marqué par un concept innovant du fait que le spectacle se déroule hors d’une enceinte, sur 6 km de la Seine et, ce qui n'était pas prévisible, sous la pluie du début à la fin. Thomas Jolly présente une mise en scène artistique, structurée autour de 12 tableaux, visant à être inclusive et représentative de la France. Il déclare : « Je veux surtout que cette cérémonie intègre tout le monde. Nous devons tous célébrer cette diversité. ». La presse internationale est divisée, certains saluent un spectacle « inoubliable » et « audacieux », tandis que d'autres le considèrent « kitsch » et « presque sans intérêt », voire « irrespectueux pour les Chrétiens » ou « catastrophique ».

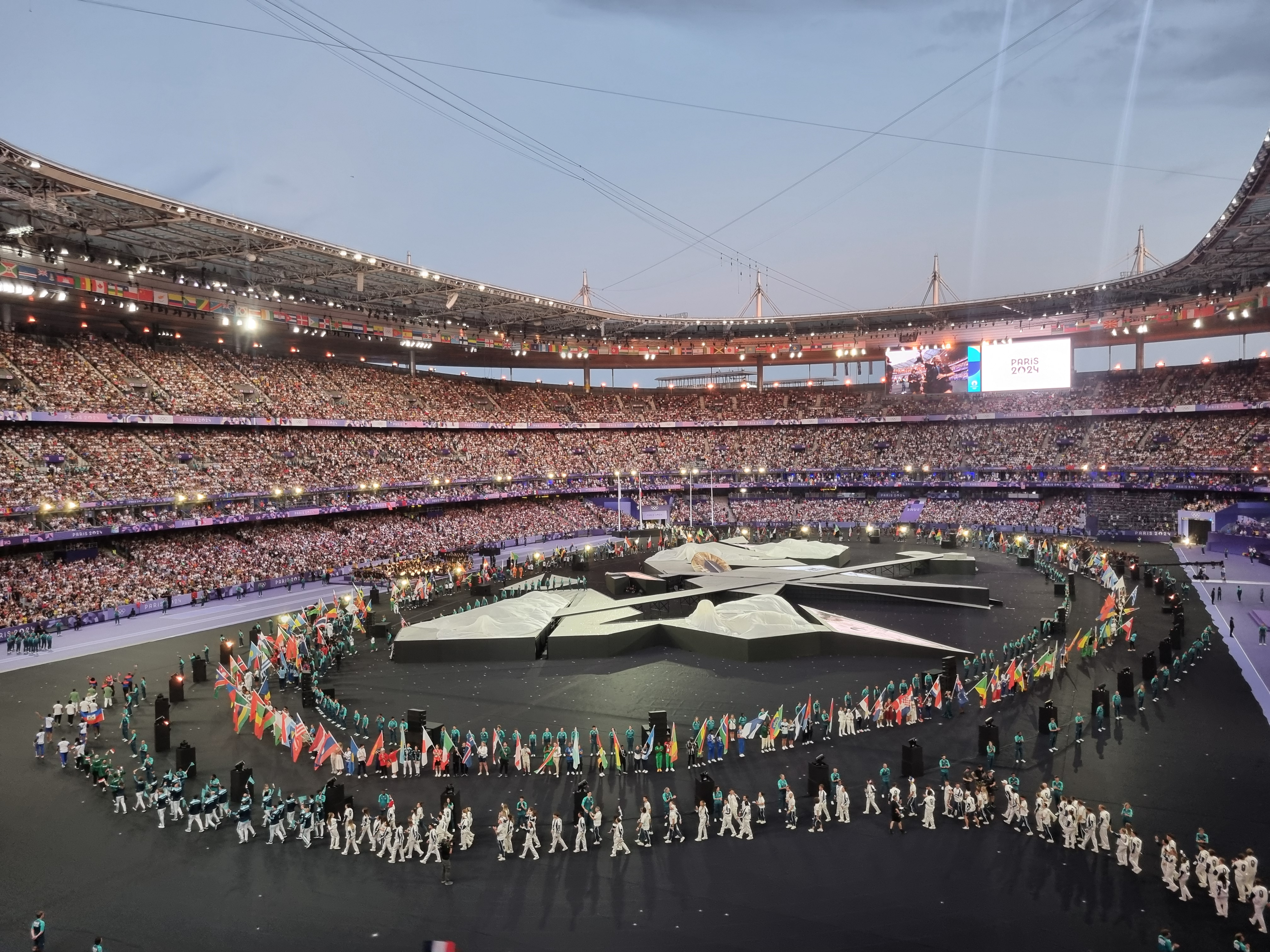
L'arrivée des athlètes lors de la cérémonie de clôture des Jeux olympiques d'été de 2024.

En réponse aux critiques, Thomas Jolly affirme : « Vous ne trouverez jamais chez moi une quelconque volonté de moquerie, de dénigrer quoi que ce soit. J'ai voulu faire une cérémonie qui répare, qui réconcilie. Aussi qui réaffirme les valeurs de notre République ». Il dément s'être « inspiré » de la Cène dans l'un de ses tableaux et précise que « l'idée était plutôt de faire une grande fête païenne reliée aux dieux de l'Olympe ». À propos de l'image de la reine Marie-Antoinette décapitée, tenant sa tête dans ses bras, il assure qu'il n'y avait pas de « glorification de cet instrument de mort qu'était la guillotine ».

##### Cérémonie de clôture: 11 août 2024
À la différence de l'atypique cérémonie d'ouverture qui a eu lieu sur la Seine, la cérémonie de clôture est en grande partie contenue dans le Stade de France, de manière plus classique.
Thomas Jolly reconnaît des longueurs dans cette cérémonie mais, selon lui, c’est la nature de l’événement qui explique ces longueurs : « C’est comme une cérémonie des César, des Oscars ou des Molières, c’est trop long mais oui, c’est le principe ».

#### 2024: directeur artistique des cérémonies d'ouverture et de clôture des Jeux paralympiques d'été de 2024 à Paris

##### Cérémonie d'ouverture: 28 août 2024
La cérémonie d'ouverture se passe pour la première fois hors stade, sur la place de la Concorde, à Paris, les athlètes paralympiques ayant manifesté le souhait d'une « même ambition que pour la cérémonie d'ouverture des J.O., donc au cœur de Paris ». Contrairement à la cérémonie sur la Seine, ce spectacle a pu être répété sur place. Il a été baptisé « Paradoxe », Thomas Jolly précisant : « Les athlètes en situation de handicap sont célébrés dans une ville qui au quotidien n'est pas adaptée à eux. Mettre cette ville en décor des Paralympiques est un premier paradoxe. Le second est lié à la place de la Concorde qui a également été un haut lieu de discorde. ».
Victor Le Masne, directeur musical des quatre cérémonies des Jeux olympiques et paralympiques de 2024, souligne qu'une version de La Marseillaise réarrangée par lui est jouée lors des Jeux, depuis la cérémonie de clôture des Jeux olympiques de Tokyo en 2020 : « Dans l'idée de sérénité, les aspérités martiales des harmonies ont été enlevées, mais la mélodie reste la même. ».
Beaucoup d'internautes jugent « trop bavards » les commentateurs de France Télévisions, en particulier Daphné Bürki, à la fois commentatrice et conceptrice de la partie « costumes » de la cérémonie, et les accusent de gâcher la perception sonore et visuelle du « direct » par les téléspectateurs.

##### Cérémonie de clôture: 8 septembre 2024
Comme c'est la tradition, la cérémonie de clôture a lieu dans le stade qui a accueilli les épreuves d'athlétisme, c'est-à-dire au Stade de France, à Saint-Denis. Comme la cérémonie d'ouverture des jeux olympiques, elle se déroule sous la pluie.

#### Bilan des quatre cérémonies
En septembre 2024, Thomas Jolly dresse dans les médias un premier bilan de son travail, dans lequel il admet que ses choix de mise en scène ont une « dimension politique », que les questions de genre « étaient partout » dans ses cérémonies, de même que le théâtre, et estime que Jeanne d'Arc était « une des plus grandes travesties de notre Histoire », ce qui fait réagir. Il évoque la « vague d'amour » qu'il a reçue après la cérémonie d'ouverture des jeux, mais aussi le cyberharcèlement haineux qu'il a subi, et dit vouloir continuer à « raconter des histoires, de plein de façons différentes », sans connaître de « JO-stalgie ».

### 2025: Présidence de la commission Jeu Vidéo au CNC
Gaëtan Bruel, président du CNC, nomme Thomas Jolly à la tête de la commission du fonds d’aide au jeu vidéo pour un mandat de deux ans, afin de remplacer Maxime Chattam.
Il sera accompagné par Julie Chalmette nommée vice-présidente de cette nouvelle commission et par 10 membres et 6 suppléants.

## Spectacles de théâtre et d'opéra

### Metteur en scène
- 2006 : Arlequin poli par l'amour de Marivaux
- 2008 : Toâ de Sacha Guitry
- 2010 : Une nuit chez les Ravalet
- 2010 : Piscine (pas d'eau) de Mark Ravenhill
- 2011 : Arlequin poli par l'amour de Marivaux (recréation)
- 2012 : Henri VI de William Shakespeare (premier cycle)
- 2012 : Nous sommes si jeunes encore dans le crime
- 2013 : Box Office de Damien Gabriac
- 2014 : Henry VI de William Shakespeare (deuxième cycle)[71]
- 2015 : Richard III de William Shakespeare[72].
- 2016 : Le Radeau de la méduse de Georg Kaiser
- 2016 : Le Ciel, la nuit et la pierre glorieuse, Chroniques du Festival d'Avignon de 1947 à... 2086, Jardin Ceccano, Avignon
- 2016 : Eliogabalo de Francesco Cavalli à l'Opéra Garnier
- 2017 : Fantasio de Jacques Offenbach à l'Opéra Comique[73]
- 2018 : Un jardin de silence, spectacle musical de L. (Raphaële Lannadère) à Vannes
- 2018 : Thyeste de Sénèque, Cour d'honneur du Palais des papes, Festival d'Avignon[74]
- 2019 : Macbeth Underworld, musique Pascal Dusapin, La Monnaie, Bruxelles
- 2020 : La Nuit de Madame Lucienne de Copi, Le Quai CDN d'Angers[75].
- 2022 : Le Dragon d'Evgueni Schwartz, Le Quai CDN d'Angers
- 2022 : Starmania de Michel Berger et Luc Plamondon
- 2023 : Roméo et Juliette de Charles Gounod, Opéra Bastille, Paris

### Acteur
- 2005 : Splendid's de Jean Genet, mise en scène Cédric Gourmelon
- 2006 : Peanuts et Gênes 01 de Fausto Paravidino, mise en scène Stanislas Nordey
- 2007 : Arlequin poli par l'amour de Marivaux : Arlequin
- 2008 : Toâ de Sacha Guitry
- 2010 : Piscine (pas d'eau) de Mark Ravenhill
- 2011 : La Course de Mars / Le Festin de mort
- 2012 : Henri VI de William Shakespeare (premier cycle)
- 2013 : La Contagion des ténèbres / La Dent de la vipère
- 2013 : Le Pourpre du sang / L'Hiver du déplaisir
- 2014 : Henri VI de William Shakespeare (deuxième cycle)
- 2015 : Richard III de William Shakespeare : Richard III
- 2016 : Tous les enfants veulent faire comme les grands Laurent Cazanave
- 2016 : Le Ciel, la Nuit et la Pierre glorieuse
- 2018 : Thyeste de Sénèque, Cour d'honneur du Palais des papes, Festival d'Avignon[76] : Atrée
- 2018 : Un jardin de silence, spectacle musical de L. (Raphaële Lannadère)
- 2019 : Le Chandelier d'Alfred de Musset, mise en scène Bruno Bayeux : Fortunio
- 2021 : Mithridate de Jean Racine, mise en scène Éric Vigner : Xipharès[77].

## Filmographie
- 2009 : The Secret People
- 2025 : Dans la cuisine des Nguyen

## Émissions de télévision
- 2016 : Les Chroniques du Festival d'Avignon - France 2
- 2018 : Le Théâââtre, 19 idées reçues sur le théâtre - avec France Télévisions - Culture Box[78]
- 2025 : Drag Race France All Stars : Abracada-Drag, Saison 1 épisode 1 - avec France Télévisions

## Distinctions

### Récompenses
- 2009 : Prix du public de l'Odéon au festival Impatience pour Toâ
- 2013 : Prix Beaumarchais du meilleur spectacle pour Henry VI
- 2014 : Prix Plaisir du théâtre Jean-Jacques Gautier[79]
- 2015 : Molière du metteur en scène d'un spectacle de Théâtre Public pour Henry VI
- 2015 : Prix Jean-Jacques Gautier - SACD
- 2015 : Grand Prix de l’Association Professionnelle de la critique
- 2017 : Prix Beaumarchais - SACD / Prix de la mise en scène
- 2023 :
  - Molière du spectacle musical pour Starmania
  - Molière de la création visuelle et sonore pour Starmania
- 2024 : Médaille de la Ville de Rouen
- 2025 : Victoire du concert pour l'ensemble des cérémonies d'ouverture et de clôture des Jeux olympiques et paralympiques de Paris 2024
- 2025 : Tolerantia Award décerné par l'association SOS homophobie pour son engagement contre les LGBTIphobies et pour les droits des personnes LGBTI+ en 2024. Notamment à travers leur visibilisation à l'occasion de la cérémonie d'ouverture des Jeux Olympiques de Paris 2024.
- 2025 : Molière d'honneur

### Nominations
- Molières 2019 : Molière de la création visuelle pour Thyeste

### Décorations
- Chevalier de la Légion d'honneur (2025)[80].
- Chevalier de l'ordre des Arts et des Lettres (12 mars 2019)[81].